# Lisa Schut
Lisa Schut (Veldhoven, 6 juli 1994) is een Nederlandse schaakster met een FIDE-rating 2259 (maart 2018). Ze werd in 2013 Nederlands kampioen bij de vrouwen en behaalde 3 medailles op wereld- en Europese Kampioenschappen. Sinds 2009 is ze een Internationaal Meester bij de dames (WIM).

## Schaken
Op het Open Nederlands Jeugdkampioenschaak Schaken in 2005 werd Lisa het beste meisje in de D-categorie (tot 12 jaar). In 2008 werd ze Nederlands meisjeskampioene in de categorie tot 14 jaar. In maart 2009 kon Schut als jongste Nederlandse schaakster ooit de WIM-titel (voor vrouwelijk internationaal meester) aanvragen. Ze was toen 14 jaar en 9 maanden en woonde in het Belgische Waterloo. Door haar zege tijdens de zevende ronde van de KNSB-competitie voldeed ze aan de ratingnorm voor de FIDE-titel. Kort daarvoor had ze in het Franse Cappelle-la-Grande haar derde WIM-norm gescoord. In 2012 behaalde Schut een WGM-norm in de C-groep van het Tata Steel schaaktoernooi en in 2013 haalde ze opnieuw een WGM-norm op het Europees schaakkampioenschap voor vrouwen in Belgrado (Servië).

## Schaakverenigingen
Als speelster kwam ze uit voor de schaakverenigingen Veldhoven, Eindhoven, HMC Den Bosch, HWP Sas van Gent, Utrecht en Humbeek. In 2010 speelde ze in België voor Amay, in Griekenland voor A.O. Kydon Chania en in Frankrijk voor de Association Cannes-Echecs. In Duitsland speelde ze voor OSG Baden-Baden. Met Amay en OSG Baden-Baden won ze in totaal vier nationale titels. Sinds 2017 speelt Schut voor Oxford University Chess Club.

## Hoogtepunten
In Fermo 2009 won ze brons op het Europees meisjeskampioenschap in de categorie tot 16 jaar. Op het jeugd-WK 2010 werd ze gedeeld eerste (brons op tie-break). Bij het jeugd-WK 2012 werd ze ongedeeld tweede. In juli 2013 werd Schut verrassend Nederlands kampioene bij de vrouwen, voor Anne Haast, Tea Lanchava en Zhaoqin Peng met een performance rating van 2559. Schut speelde van 2008 tot 2014 met het Nederlandse damesteam op de Schaakolympiade. In 2010 en 2012 was Schut topscorer van het Nederlandse team met respectievelijk 8.0 en 8.5 punten uit 10 partijen. De schaakstijl van Schut is aanvallend. ("Ze speelt heel agressief. Een beetje macho zelfs, haar doortastende spel doet aan Judit Polgar denken.")

## Externe koppelingen
- (en)   Informatie over schaakpartijen van Lisa Schut op ChessGames.com
- (en)   Informatie over schaakpartijen van Lisa Schut op 365chess.com
- (en)  FIDE-ratinggegevens voor Lisa Schut
- Schut wordt vrouwelijk internationaal meester (Schaakbond 2009)
- Lisa Schut Nederlands kampioene schaken (Schaakbond 2013)